# Сулково (Куявсько-Поморське воєводство)
Сулково (пол. Sułkowo, нім. Solkau) — село в Польщі, у гміні Любранець Влоцлавського повіту Куявсько-Поморського воєводства.
Населення — 181 особа (2011).
У 1975-1998 роках село належало до Влоцлавського воєводства.

## Демографія
Демографічна структура станом на 31 березня 2011 року:
|          | Загалом | Допрацездатний вік | Працездатний вік | Постпрацездатний вік |
| -------- | ------- | ------------------ | ---------------- | -------------------- |
| Чоловіки | 85      | 18                 | 57               | 10                   |
| Жінки    | 96      | 15                 | 53               | 28                   |
| Разом    | 181     | 33                 | 110              | 38                   |